# 해나 엔디콧더글러스
해나 엔디콧더글러스(영어: Hannah Endicott-Douglas, 1994년 11월 29일 ~ )는 캐나다의 배우이다.
토론토에서 태어났다.

## 방송
- 굿 위치 시즌2
- 굿 위치

## 영화
- 굿 위치 시즌2 (2016년)
- 굿 위치 시즌1 (2015년)
- 더 굿 위치스 기프트 (2010년)
- 카지노 잭 (2010년)
- 빨간머리 앤 - 새로운 시작 (2008년)
- 사만다: 아메리칸 걸 홀리데이 (2004년)